# Константиново (Лихославльский район)
Константиново — деревня в Лихославльском районе Тверской области.

## География
Находится в центральной части Тверской области на расстоянии приблизительно 4 км на юг-юго-запад по прямой от районного центра города Лихославль.

## История
Деревня была отмечена как сельцо с 25 дворами ещё на карте Менде, состояние местности на которой соответствует 1848 году. В 1859 году здесь было учтено 16 дворов. До 2021 деревня входила в Вёскинское сельское поселение Лихославльского района до его упразднения.

## Население
Численность населения: 176 человек (1859 год), 17 (русские 94 %) в 2002 году, 9 в 2010.